# سو اسمیت (بازیکن فوتبال)
سو اسمیت (انگلیسی: Sue Smith؛ زادهٔ ۲۴ نوامبر ۱۹۷۹) بازیکن فوتبال اهل بریتانیا است.
از باشگاه‌هایی که در آن بازی کرده‌است می‌توان به باشگاه فوتبال لیدز یونایتد و باشگاه فوتبال ترانمره راورز اشاره کرد.
وی همچنین در تیم ملی فوتبال زنان انگلستان بازی کرده‌است.